# Ščedryk
Ščedryk (in ucraino Щедрик?, letteralmente Serata di abbondanza) è un canto ucraino composto nel 1916 da Mykola Leontovyč. Il pezzo racconta la storia di una rondine che vola attraverso il centro di un quartiere per annunciare che la prossima primavera sta arrivando. Il canto è di solito eseguito nella notte del 13 gennaio del calendario gregoriano, che per il calendario giuliano è il 31 dicembre, in cui si celebra il "Pomeriggio della generosità". Le prime interpretazioni furono fatte da studenti dell'Università di Kiev.
Anni dopo, il compositore ucraino-statunitense Peter Wilhousky ha adattato il tema all'inglese sotto il titolo di Carol of the Bells, che è stato eseguito il 5 ottobre 1921 dal Coro Nazionale dell'Ucraina alla Carnegie Hall. Nel 1936 acquisì dei diritti della canzone, adattando il testo in un contesto più natalizio rispetto all'originale. Negli Stati Uniti è considerato uno dei più popolari dell'epoca.

## Esecuzioni del brano originale
- Inizio del flashmob #Ščedryk100challenge
- Ensemble nazionale "Kalina" (Odessa)
- Arrangiamento per pianoforte jazz di Andriy Bondarenko (Kiev)

## Testo in ucraino
При́летіла ла́стівочка,

Ста́ла собі́ ще́бетати,

Го́сподаря ви́кликати:

«Ви́йди, вийди́, го́сподарю,

По́дивися на кошару́ —

Там овечки́ покотили́сь,

А ягнички́ народили́сь.

В те́бе това́р весь хороши́й,

Бу́деш мати́ мі́рку гроше́й,

Хоч не гроші́, то полова́,

В те́бе жінка́ чорноброва́.»

Ще́дрик, щедри́к, ще́дрівочка,

При́летіла ла́стівочка.»
pryletila lastivočka,

stala sobi ščebetaty,

hospodarja vyklykaty:

"Vyjdy, vyjdy, hospodarju,

podyvysja na košaru,

tam ovečky pokotylys',

a jahynčky narodylys'.

V tebe tovar ves' chorošyj,

budeš maty mirku hrošej,

Choč ne hroši, to polova.

V tebe žinka čornobrova."

Ščedryk ščedryk, ščedrivočka,

pryletila lastivočka.»